# Jeden dzień we wrześniu
Jeden dzień we wrześniu (ang. One Day in September) – niemiecko-szwajcarsko-brytyjski film dokumentalny z 1999 roku w reżyserii Kevina Macdonalda. Dokument przybliża okoliczności masakry, do jakiej doszło podczas XX Letnich Igrzysk Olimpijskich, na początku września 1972 roku w Monachium. 

## Nagrody
Film otrzymał kilka nagród i nominacji w tym:
| Nazwa nagrody | Wygrane                                                                         | Nominacje    |
| ------------- | ------------------------------------------------------------------------------- | ------------ |
| Oscar         | 2000 Najlepszy pełnometrażowy film dokumentalny (Arthur Cohn i Kevin Macdonald) | 2000 wygrana |